# Hacıköy, Kurucaşile
Hacıköy là một xã thuộc huyện Kurucaşile, tỉnh Bartın, Thổ Nhĩ Kỳ. Dân số thời điểm năm 2011 là 119 người.